# Ричард Кобден
Ричард Кобден (енгл. Richard Cobden; Лингхерет, 3. јун 1804 — Лондон, 2. април 1865) је био британски политичар, индустријалац који је био један од оснивача Лиге против кукурузних закона.
Обогатио се тргујући на велико памучним платном. Путовао је по Европи и САД како би се упознао са трговачком праксом итом приликом је писао памфлете о неспутаној међународној економској сарадњи. У британски парламент је биран у два наврата 1841. и 1859. године. У парламенту се заједно са Џоном Брајтом борио за укидање Кукурузних закона у чему је и успео. У међународним односима се залагао за сарадњу са Русијом чак и након почетка Кримског рата. Значајан је његов допринос у постизању трговинског споразума са Француском 1860. године у коме је Британија призната за најповлашћенију нацију. Ова одредба послужиће као узор приликом склапања других сличних споразума.